# Amphipyra submicans
Amphipyra submicans är en fjärilsart som beskrevs av Kuznetsov 1958. Amphipyra submicans ingår i släktet Amphipyra och familjen nattflyn. Inga underarter finns listade i Catalogue of Life.